# Chorenta reticulata
Chorenta reticulata är en skalbaggsart som först beskrevs av Johan Wilhelm Dalman 1817.  Chorenta reticulata ingår i släktet Chorenta och familjen långhorningar. Inga underarter finns listade i Catalogue of Life.